# Tetramesa nepe
Tetramesa nepe is een vliesvleugelig insect uit de familie Eurytomidae. De wetenschappelijke naam is voor het eerst geldig gepubliceerd in 1844 door Walker.